# Kanton Allos-Colmars
Allos-Colmars is een voormalig kanton van het Franse departement Alpes-de-Haute-Provence. Het kanton maakt deel uit van het arrondissement Castellane. Het werd opgeheven bij decreet van 24 februari 2014, met uitwerking op 22 maart 2015. Alle gemeenten werden toegevoegd aan het kanton Castellane.

## Gemeenten
Het kanton Allos-Colmars omvatte de volgende gemeenten:
- Allos
- Beauvezer
- Colmars (hoofdplaats)
- Thorame-Basse
- Thorame-Haute
- Villars-Colmars